# Mariana Ugalde
Mariana Ugalde (* 7. Januar 1993) ist eine mexikanische Badmintonspielerin. 

## Karriere
Mariana Ugalde nahm 2010 an den Olympischen Jugend-Sommerspielen teil. Bei den Zentralamerika- und Karibikspielen des gleichen Jahres wurde sie Dritte im Dameneinzel. 2011 belegte sie Rang drei bei den Juniorenpanamerikameisterschaften und Rang neun bei den Panamerikaspielen der Erwachsenen. Im gleichen Jahr nahm sie auch an den Juniorenweltmeisterschaften teil. 2014 gewann sie gemeinsam mit Cynthia González das Damendoppel bei den Mexico International.